# Jysk
Jysk A/S – sieć sklepów dekoracyjnych założona 2 kwietnia 1979 przez Duńczyka Larsa Larsena. 

## Historia
Lars Larsen posiadał koncern Jysk i jego liczne spółki, w tym: Dänisches Bettenlager og Bettenwelt, Bolia.com (europejska sieć internetowych sklepów meblowych z salonami wystawowymi w dużych miastach Europy), Ready Made (szyje zasłony i tekstylia domowe), Interior Direct (dostawca wyposażenia dla hoteli, centrów konferencyjnych i szkoleniowych), Himmerland Golf & Country Club (plac golfowy z własnym hotelem najwyższej klasy).
Pierwszy sklep otworzono 2 kwietnia 1979 w Aarhus, w Danii.
W Polsce pierwszy sklep otwarto w 2000 roku.

## Logo
| Okres                 | Opis | Logo |
| --------------------- | --- | ---- |
| Od 1979 r. do 2001 r. | Logo przedstawia białą gęś na niebieskiej ramie łóżka. Obok ptaka znajduje się biały napis "Jysk", a pod nim "Sengetøjslager", co po dosłownym przetłumaczeniu oznacza "magazyn pościeli".                          |      |
| Od 2001 r.            | Aktualne logo zostało uproszczone z porównaniem do jego poprzedniej wersji. Dalej przedstawia ono gęś, lecz tylko kontur pozostał biały. Ponownie pojawia się biały napis "Jysk", a w tle jest niebieski prostokąt. |      |